# 방소항변
방소항변(妨訴抗辯)은 민사소송의 절차로 피고가 원고가 제기한 소의 문제를 들어 변론을 거부하는 것을 말한다. 영미법 체계에서 방소항변은 법적인 충분성(legal sufficiency)에 이의를 제기하는 것인데 원고가 제시한 사실들을 부인하거나 수긍하지는 않는다. 사건의 초기에 방소항변을 작성하는 것이 보통이며 간단히 표현하자면 원고가 "당신은 이러이러한 잘못을 저질렀어"라고 주장하는 것에 대한 "그래서?"라는 대답을 하는 것으로 이해할 수 있다.
형사소송에도 방소항변은 존재하나 현재 별로 쓰이지 않는다.
영어단어인 demurrer는 방소항변인 혹은 이의제기자라는 뜻으로도 쓰인다.

## 같이 보기
- 항변